# NGC 1161
NGC 1161 (również PGC 11404 lub UGC 2474) – galaktyka soczewkowata (S0), znajdująca się w gwiazdozbiorze Perseusza. Odkrył ją William Herschel 7 października 1784 roku. Należy do galaktyk Seyferta.